# Challenger de San Pablo-4 2013
El IS Open 2013 fue un torneo de tenis profesional que se jugó en pistas de tierra batida. Se trató de la 1ª edición del torneo que forma parte del ATP Challenger Tour 2013. Tuvo lugar en São Paulo, Brasil entre el 30 de setiembre y el 6 de octubre de 2013.

## Jugadores participantes del cuadro de individuales

### Cabezas de serie
| Favorito | País                        | Jugador                | Ranking1 | Posición en el torneo |
| -------- | --------------------------- | ---------------------- | -------- | --------------------- |
| 1        | Bandera de Eslovaquia       | Blaž Kavčič            | 106      | Cuartos de final      |
| 2        | Bandera de Colombia         | Alejandro González     | 108      | Segunda ronda         |
| 3        | Bandera de los Países Bajos | Thiemo de Bakker       | 110      | Primera ronda         |
| 4        | Bandera de Argentina        | Guido Pella            | 115      | CAMPEÓN               |
| 5        | Bandera de Rusia            | Andrey Kuznetsov       | 117      | Primera ronda         |
| 6        | Bandera de Argentina        | Martín Alund           | 121      | Segunda ronda         |
| 7        | Bandera de Portugal         | Gastão Elias           | 129      | Primera ronda         |
| 8        | Bandera de Brasil           | Rogério Dutra da Silva | 133      | Semifinales           |

- 1 Se ha tomado en cuenta el ranking del 23 de setiembre de 2013.

### Otros participantes
Los siguientes jugadores ingresaron al cuadro principal invitados por la organización del torneo (WC):
- Leonardo Kirche
- Daniel Dutra da Silva
- Thiago Monteiro
- Tiago Lopes

Los siguientes jugadores ingresaron al cuadro principal tras participar en la fase clasificatoria (Q):
- Bjorn Fratangelo
- Pedro Sakamoto
- Marcelo Demoliner
- Artem Sitak

## Campeones

### Individual Masculino
- Guido Pella derrotó en la final a  Facundo Argüello por 6-1, 6-0.

### Dobles Masculino
- Roman Borvanov /  Artem Sitak derrotaron en la final a  Sergio Galdós /  Guido Pella 6-4, 7-63.